# 谢臣烈士纪念碑
谢臣烈士纪念碑，位于河北省保定市东风公园东北角，是为纪念“爱民模范”谢臣烈士而兴建的纪念碑。

## 简介
1963年，中国人民解放军战士谢臣在洪灾中为抢救群众而牺牲，年仅23岁。被中华人民共和国国防部授予“爱民模范”称号。此后，军地双方在保定市区的东风公园内兴建了谢臣烈士纪念碑及纪念馆。纪念碑坐北朝南，纪念馆位于纪念碑正北面。
后来部队移防，谢臣烈士纪念碑、纪念馆也逐渐废旧，纪念馆的房屋和纪念碑地块被保定市民政局下属的福利企业前进印刷厂占用。后因保定市扩建东风路，谢臣烈士纪念馆被拆除，仅存谢臣烈士纪念碑。此后前进印刷厂改制，2011年前后保定市基泰建筑有限公司经竞拍取得该片土地使用权并兼并前进印刷厂，承担前进印刷厂全部职工安置费用和债权债务，并将在该片土地原址新建基泰老年公寓。2012年3月30日，保定市国土部门为基泰老年公寓办理了土地使用证。
2009年2月，保定市民政局在保定烈士陵园内的革命烈士纪念碑西侧新建一座谢臣烈士纪念碑亭。本来保定市民政局计划在保定烈士陵园的碑亭建成后，便拆除东风公园东北角的谢臣烈士纪念碑。但谢臣的胞弟谢起、谢同不同意拆除旧碑，并通过各种渠道向上反映。2013年11月22日，保定市民政局向谢同等人下达《关于对原谢臣烈士纪念碑拆迁的告知书》，其中提到原谢臣烈士纪念碑所在地块经保定市人民政府统一规划、审批，在此兴建公益性的老年公寓“保定市基泰老年公寓”，近期准备动工，定于2013年11月25日将原谢臣烈士纪念碑拆迁至保定烈士陵园内，请烈士家属按时到原谢臣烈士纪念碑现场。但2013年11月25日谢同并未前往，拆迁也未能进行。此后此事陷入僵局。
保定市民政局表示其依据的文件包括2010年6月河北省民政厅《关于进一步做好零散烈士纪念设施集中管理保护工作的通知》以及2011年3月中华人民共和国民政部、中华人民共和国财政部《关于加强零散烈士纪念设施建设管理保护工作的通知》。文物部门表示，谢臣烈士纪念碑并未被列为文物保护单位。